# Xaabe Aldim Surauardi
Outros importantes místicos islâmicos levam o nome Surauarditas, particularmente Abu Nájibe Surauardi e seu sobrinho paterno Xabadim Abu Hafes Omar Surauardi.
Xabadim, Xabardim ou Xaabe Aldim Iáia ibne Habaxe Surauardi (em árabe: شهاب الدين يحيى إبن حبش صحراورد; romaniz.: Shahab al-Din Yahya ibn Habash Suhrawardi), melhor conhecido somente como Xabadim, Xabardim ou Xaabe Aldim Surauardi (em persa: شهاب‌الدین سهروردی; lit.  "Shahab al-Din Suhrawardi ", em árabe: السهروردي المقتول), foi um filósofo persa e fundador do iluminacionismo (ou filosofia da iluminação), uma importante escola da filosofia e do misticismo islâmico inspirada pelas filosofias zoroástrica e platônica. Em sua filosofia da iluminação, a luz é uma fonte divina e metafisica de conhecimento. Ele foi agraciado com os título honoríficos de Xeique Alixiraque (mestre da iluminação) e Xeique Almactul (mestre executado), devido à sua execução após ser acusado de heresia. O filósofo Mula Sadra, do Império Safávida, descreveu Surauardi como o restaurador da filosofia pálavi, e o próprio Surauardi, em seu magnum opus A Filosofia da Iluminação, referiu-se a si mesmo como o restaurador das antigas tradições da filosofia persa.
O trabalho de Surauardi é dividido em 4 períodos distintos: Trabalhos de juventude, constituídos por exercícios que o filósofo escreveu antes do desenvolvimento de sua obra propriamente filosófica. Em um segundo momento o autor se dedicou aos estudos místicos e persas, registrando pequenas notas em árabe e alegorias em prosa persa. Em sua fase madura, Surauardi se dedicou aos trabalhos peripatéticos, escrevendo três compêndios filosóficos: Al-talwihat, Al-muqawamat, e Al-mashari wa al-mutarahat. Essas obras foram escritas na linguagem filosófica de Avicena, mas ao contrário de Ibn Sīnā, Surauardi criticou os peripatéticos em diversos aspectos. Por último, dedicou-se a sua mais destacada obra, o Hikmat al Ishraq, a chamada filosofia da iluminação.

## Biografia
Surauardi nasceu em 1154 em Surauarde (Suhraward), uma vila localizada entre as atuais cidades de Zanjã e Bijar Garrus no Irã. Ele estudou filosofia e jurisprudência em Maragha (localizada atualmente na província iraniana de Azerbaijão Oriental). Seu professor foi Majedadim Jili, que também foi professor do imã Faquir Razi. Partiu então ao Iraque e à Síria, onde residiu por muitos anos em busca de aprimorar seus conhecimentos. Sua vida abrangeu um período de menos de quarenta anos, nos quais produziu uma série de obras que o consagraram como fundador de uma nova escola de filosofia, chamada "iluminacionismo" (hikmat al-Ishraq).
Surauardi veio a ser chamado de Mestre da Iluminação (Xaique Alixaraque) porque sua grande missão foi a restauração da antiga sabedoria iraniana, que Henry Corbin detalha de diferentes maneiras como "o projeto de reviver a filosofia da antiga Pérsia". Em 1186, aos 32 anos, ele completou seu magnum opus, A Filosofia da Iluminação. Os relatos de sua morte são contraditórios. O ponto de vista mais aceito é o de que Surauardi foi executado entre 1191 e 1208 em Alepo, acusado de pregar heresias esotéricas (batini), por ordem de Maleque Alzair, filho de Saladino. Outras fontes indicam que ele suicidou-se pela privação de comida; que foi sufocado; ou atirado das muralhas da cidadela e então incinerado.

## Filosofia
As ideias do iluminacionismo são oriundas da filosofia peripatética desenvolvida por Avicena. Surauardi critica diversas posições de Avicena e diverge radicalmente dele no que toca a criação de uma linguagem simbólica (originada principalmente da cultura da Pérsia antiga ou Farhang-e Khosravani) para exprimir seu conhecimento e sabedoria (hikmah). A cosmologia emanacionista professada por Surauardi defende que toda a criação é uma dedução contínua da Suprema Luz das Luzes (Nur al-Anwar). O fundamento principal da filosofia de Surauardi é a luz pura e imaterial, emitida pela Luz das Luzes e onde nada é manifesto. Esta luz se revelaria em intensidades cada vez menores que, por meio de processos complexos de interação, formariam um conjunto "horizontal" de luzes de diferentes matizes que governam a realidade mundana, de modo semelhante ao conceito platônico das formas. Em outras palavras, o universo e todos os níveis de existência são nada mais que intensidades diferentes da luz e escuridão. No seu conceito de divisão de corpos, Surauardi categoriza objetos de acordo com sua receptividade da luz ou falta dela.
Surauardi acredita na prévia existência da alma no reino angélico, antes de sua descida para o reino corporal. A alma é dividida em duas partes, uma permanece no céu e a outra desce para as masmorras do corpo. A alma humana é sempre triste pois foi divorciada de sua outra metade. Portanto, deseja se unir a ela. A alma só consegue alcançar a felicidade de novo quando é unida a sua parte celestial, que permanece no céu. Ele considera que a alma deve buscar a felicidade separando a si mesma do seu tenebroso corpo e dos assuntos mundanos, acessando o mundo das luzes imateriais. As almas dos gnósticos e santos, depois de deixarem o corpo, ascendem a um patamar mais alto que o mundo angélico para apreciar a Suprema Luz, que é a única realidade absoluta.
Surauardi elabora a ideia neoplatônica de um mundo intermediário independente, o mundo imaginário (em árabe: عالم مثال; romaniz.: alam-i mithal). Suas opiniões exerceram uma poderosa influência até hoje, particularmente através da combinação da descrição da realidade peripatética e Iluminacionista de Mula Sadra.

### Influências
O projeto iluminacionista de Surauardi haveria de deixar um abrangente legado na filosofia islâmica do Irã xiita. Seus ensinamentos influenciaram fortemente o esoterismo iraniano e acredita-se que a ideia da "Necessidade Decisiva" é uma das mais importantes inovações na história da especulação filosófica lógica, aceita pela maioria dos lógicos e filósofos muçulmanos. No século XVII, iniciou-se um ressurgimento do iluminacionismo zoroástrico impulsionado pela figura do pensador e sacerdote do século XVI Azar Caivane.

### Surauardi e os antigos filósofos gregos
A respeito da filosofia de Suhrawardi, alguns estudiosos alegam que ele está em total ruptura com o essencialismo aristotélico e de Avicena, contudo, outros alegam que Suhrawardi apenas as corrige a seu modo. Segundo Domingues, por exemplo, “Ao rechaçar a definição por gênero e diferença como designação da qualidade, apresentando os limites do conhecimento por meio da definição essencial completa, Suhrawardí desarticula o núcleo da noção de ciência na filosofia peripatética. Não obstante, Suhrawardi é menos radical em seu propósito; ele, mesmo na Filosofia da iluminação, comunga(rá) com o essencialismo aristotélico. Seja como for, Surauardi foi grande crítico dos peripatéticos, como se nota nas palavras do próprio autor:
Os peripatéticos se comprazem em que o essencial geral e especifico de uma coisa seja mencionado em sua definição. O essencial geral – que não é parte de outro essencial geral – da realidade universal explicada pela resposta do “o que é isto?”, eles a nomeiam como “gênero”; a propriedade essencial de uma coisa, a nomeiam “diferença [especifica]”.
Mesmo quem, daquilo que já sabe, passar a enumerar os essenciais, não se assegura se esqueceu da existência de outro essencial; assim, quem busca explicação ou um critico desafia-lo-á. Não há como saber se se pode declarar: “Se houvesse outros atributos, eu os conheceria”, pois muitos entre os essenciais não são manifestos. Não basta dizer “se a coisa tivesse outro essencial, nós conheceríamos a quididade sem este”, pois se dirá: “Sobre a realidade, sabe-se somente ao se saber de todos os essenciais”. Assim, se há a possibilidade de outro essencial não ter sido apreendido, não se sabe sobre a realidade com segurança. Está claro, pois, que não é humanamente possível se construir uma definição tal qual os peripatéticos propuseram.; mesmo o autor deles [Aristóteles] reconheceu tal dificuldade.

### Classes de filósofos

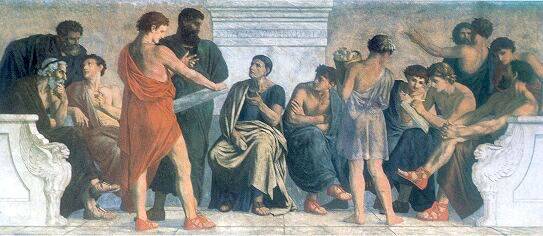
Surauardi foi grande crítico da escola peripatética.

Para Surauardi, as fileiras dos filósofos são muitas, e eles podem ser divididos nas seguintes classes:
1. Um filósofo divino proficiente na filosofia intuitiva, mas ao qual falta a filosofia discursiva;
2. Um filósofo ao qual falta a filosofia intuitiva;
3. Um filósofo divino proficiente tanto na filosofia intuitiva quanto na discursiva;
4. Um filósofo divino proficiente na filosofia discursiva, mas de habilidade média ou fraca na filosofia intuitiva;
5. Um filósofo proficiente na filosofia discursiva, mas de habilidade média ou fraca na filosofia intuitiva;
6. Um estudante só da filosofia intuitiva; e
7. Um estudante só da filosofia discursiva.

Segundo o autor, se acontecer que em algum período houve um filósofo proficiente tanto na filosofia intuitiva quanto na discursiva, ele será o regente por direito e o vice regente de Deus na Terra. Se acontece que não é esse o caso, então a regência pertencerá ao filósofo que seja proficiente na filosofia intuitiva, mas de habilidade média na filosofia discursiva. Se essas qualidades não coincidirem, a regência pertencerá ao filósofo que é proficiente na filosofia intuitiva, mas ao qual falta a filosofia discursiva. O mundo jamais estará privado de um filósofo proficiente na filosofia intuitiva. A autoridade de Deus na Terra jamais pertencerá a um filósofo proficiente na filosofia discursiva que não se tenha tornado proficiente na filosofia intuitiva, pois a vice-gerência requer o conhecimento direto.
Por essa autoridade e conhecimento de causa, o líder dotado de filosofia intuitiva pode de fato reger abertamente ou pode estar oculto na multidão, e ele é chamado de Alcutabe. Ele terá autoridade mesmo se viver na mais profunda obscuridade. Quando o governo está nas suas mãos, a Era é iluminada; mas quando a era é sem regência divina, as trevas serão triunfantes. O melhor estudante é o que estuda tanto a filosofia intuitiva quanto a filosofia discursiva; em seguida o estudante de filosofia intuitiva; e em terceiro o estudante de filosofia discursiva.”

## Surauardi e a filosofia persa pré-islâmica
Surauardi pensava ser um restaurador ou revitalizador da antiga filosofia persa. Ele afirma no Hikmat al-'Ishraq que:
| “ | Entre os antigos persas havia um grupo de pessoas guiadas por Deus que, porquanto isso, encontravam-se no caminho verdadeiro; sábios-filósofos de benemerência, sem quaisquer semelhanças com os Magi (dualistas). Destes sábios, é a sua preciosa filosofia da Luz, a mesma testemunhada pela experiência mística de Platão e seus antecessores, que nós resgatamos em nosso livro de nome Filosofia Iluminacionista (Hikmat al-'Ishraq), não tendo eu precursor algum no curso deste projeto. | ” |

Surauardi utiliza a gnose persa pré-islâmica, sintetizando-a com os pensamentos grego e islâmico. A principal influência da filosofia da Pérsia antiga na obra de Surauardi encontra-se nas esferas da angelologia e cosmologia. Ele acreditava que a sabedoria de seus antepassados era compartilhada por filósofos gregos como Platão assim como o egípcio Hermes e considerava sua filosofia da Iluminação uma redescoberta deste pensamento antigo. De acordo com Nasr, Surauardi constrói uma importante ligação entre os pensamentos pré-islâmico e pós-islâmico do Irã e uma síntese harmoniosa entre ambos. Henry Corbin afirma que "ao noroeste iraniano, Surauardi (m. 1191) investiu-se em um grande projeto de revitalização da sabedoria ou teosofia do Irã zoroástrico e pré-islâmico".
Em sua obra Alwah 'Imadi, Surauardi oferece uma interpretação esotérica do livro Épica dos Reis (Shah Nama) de Ferdusi, na qual figuras como Fereidum, Zaaque, Cai Cosroes e Janxide são apontadas como manifestações da luz divina. Hosein Nasr diz que "Alwah 'Imadi é um dos mais brilhantes trabalhos de Surauardi no qual foram sintetizados os contos da antiga Pérsia e a sabedoria da gnose da antiguidade sob o sentido esotérico do Corão.
Surauardi faz uso extensivo do simbolismo zoroástrico em sua obra persa Partaw Nama e seu principal trabalho árabe Hikmat al-Ishraq e sua requintada angelologia também é baseada no molde zoroástrico. A suprema luz é por ele referida tanto pelo seu nome corânico quanto mazdeísta, al-nur al-a'zam (a Luz Suprema) e Vohuman (Bahman). Surauardi se refere aos hukamayya-fars (filósofos persas) como os maiores representantes de sua filosofia Ishraqi e considera Zaratustra, Zamasfes, Histaspes, Cai Cosroes, Fraxostar e Burzemir como detentores desta sabedoria.
Entre os símbolos e conceitos pré-islâmicos utilizados por Surauardi estão: minu (mundo incorpóreo); giti (mundo corpóreo); Surush (mensageiro; Gabriel); Farvardin (o mundo inferior); gawhar (essência pura); Baram; Hurakhsh (o Sol); shahriyar (arquétipo de espécies); isfahbad (luz no corpo); Amordad (anjo zoroástrico); Shahrivar (anjo zoroástrico) e o Khvarenah Kiani.
No que toca o conceito persa pré-islâmico de Khvarenah (glória), Surauardi diz:
| “ | Será investido da glória da realeza (kharreh) e do reluzente fausto (farreh) aquele que detém o conhecimento (hikmat) e persevera na meditação e santificação da Luz das Luzes, e — como tínhamos dito em outra ocasião — a luz divina irá ainda agraciá-lo com o véu do poder e prestígio reais. Assim, tal indivíduo terá tornado-se, naturalmente, o senhor do universo. Será dada a ele assistência dos céus, e no que comandar haverá de ser obedecido; e seus sonhos e inspirações evoluir-se-ão ao seu mais nobre e perfeito estado. و هر که حکمت بداند و بر سپاس و تقدیس نور الانوار مداومت نماید، او را خرّه کیانی بدهند و فرّ نورانی ببخشند، و بارقی الاهی او را کسوت هیبت و بهاء بپوشاند و رئیس طبیعی شود عالم را، و او را از عالم اعلا نصرت رسد و سخن او در عالم علوی مسموع باشد، و خواب و الهام او به کمال رسد | ” |

### Surauardi e a escola da Iluminação
De acordo com Hossein Nasr, uma vez que Xeique Alixaraque não foi traduzido para os idiomas ocidentais durante o período medieval, os europeus tiveram pouco contato com Surauardi e sua filosofia. Mesmo atualmente a escola do pensamento iluminacionista é ignorada por acadêmicos. Xeique Alixaraque tentou aplicar novas perspectivas em questões como a da Existência. Ele não apenas fez com que filósofos peripatéticos confrontassem novas indagações, como também deu nova vida ao corpo da filosofia após Avicena.
De acordo com John Walbridge, a crítica de Surauardi à filosofia peripatética poderia ter sido considerada um importante ponto de viragem por seus sucessores. Surauardi tentou criticar o Avicenismo numa nova abordagem. Embora Surauardi tenha sido um pioneiro na filosofia peripatética, logo se tornou um platonista após uma experiência mística. Ele também é considerado um restaurador do antigo conhecimento persa por sua filosofia da iluminação. Seus seguidores incluem outros filósofos persas que tentaram dar continuidade ao pensamento de seu professor, como Xarazuri e Cobadim de Xiraz. Surauardi fez uma distinção entre duas abordagens na filosofia da iluminação: a discursiva e a intuitiva.

## Perspectiva acadêmica de Surauardi
Há diferentes e conflitantes opiniões sobre o caráter da escola de Surauardi. Acadêmicos como Hosein Ziaei acreditam que os aspectos mais importantes do pensamento de Surauardi são sua lógica e sua crítica à perspectiva peripatética sobre definição. Por outro lado, outros acadêmicos como Mehdi Hairi e Sayyid Jalal Addin Ashtiyyani acreditam que Surauardi se restringiu ao quadro da filosofia peripatética e neo-avicenista. Mehdi Amin Razavi critica ambos os lados por ignorarem a dimensão mística da obra de Surauardi. Ainda há estudiosos como Henry Corbin e Hossein Nasr que definem Surauardi como um teosofista e valorizam principalmente o seu misticismo.

## Obras
Surauardi produziu mais de 50 escritos em persa e árabe. Esta é uma lista incompleta. 
| Persa - Partaw Nama (Tratado sobre a Iluminação) - Hayakil al-nur (Os Templos da Luz) - Alwah-i Imadi (Tabuletas dedicadas ao Imadadim) - Lughat-i Muran (A Linguagem dos Cupins) - Risalat al-Tayr (O Tratado do Pássaro) - Safir-i Simurgh (O Chamado de Simurgue) - Ruzi ba Jama'at Sufiyaan (Um Dia com a Comunidade dos Sufistas) - Fi Halat al-Tufulliyah (Do Estado da Infãncia) - Awaz-i Par-i Jebrail (O Canto da Asa de Gabriel) - Aql-i Surkh (O Intelecto Carmesim) - Fi Haqiqat al-'Ishaq (Da Realidade do Amor) - Bustan al-Qolub (O Jardim dos Corações) - Œuvres philosophiques et mystiques, vol. III - L'Archange empourpré: quinze traités et récits mystiques - The Mystical and Visionary Treatises of Shihabuddin Yahya Suhrawardi | Árabe - Œuvres philosophiques et mystiques, vol. I - Kitab al-talwihat (As Intimações) - Kitab al-moqawamat (As Oposições) - Kitab al-mashari' wa'l-motarahat (Os Caminhos e os Céus) - Œuvres philosophiques et mystiques, vol. II - Le Livre de la Théosophie Oriental - Le Symbole de Foi des philosophes - Le Récit de l'Éxil occidental - Mantiq al-talwihat (A Lógica de As Intimações) - Le livre de la sagesse orientale - Kitab hikmat al-ishraq (A Filosofia da Iluminação) |